# Brunei FA Cup 2019
Der Brunei FA Cup 2019, auch bekannt als  DST FA Cup,  war die 12. Saison eines Ko-Fußballwettbewerbs in Brunei. Das Turnier wird vom National Football Association of Brunei Darussalam organisiert. 16 Vereine nahmen an dem Turnier teil. Es begann mit dem Achtelfinale am 6. März 2019 und endete mit dem Finale am 22. April 2019. Titelverteidiger war der Indera SC.

## Teilnehmer
| Teilnehmer |
| - BSRC FT - Brunei DPMM FC - IKLS FC - Indera SC - Jerudong FC - Kasuka FC - Kota Ranger FC - MS ABDB - MS PDB - Najip FC - Panchor Murai FC - Rimba Star FC - Setia Perdana FC - Seri Wira FC - Tabuan Muda - Wijaya FC |

## Achtelfinale
| Datum         |                  | Ergebnis  |                  |
| ------------- | ---------------- | --------- | ---------------- |
| 6. März 2019  | Tabuan Muda      | 2:4       | BSRC FT          |
| 12. März 2019 | Brunei DPMM FC   | 1:2 n. V. | Kota Ranger FC   |
| 13. März 2019 | MS ABDB          | 4:0       | Jerudong FC      |
| 16. März 2019 | Setia Perdana FC | 2:1       | Seri Wira FC     |
| 20. März 2019 | IKLS FC          | 4:2       | Panchor Murai FC |
| 29. März 2019 | Wijaya FC        | 0:2       | Kasuka FC        |
| 29. März 2019 | Indera SC        | 7:0       | Najip FC         |
| 30. März 2019 | MS PDB           | 9:0       | Rimba Star FC    |

## Viertelfinale
| Datum          |           | Ergebnis  |                  |
| -------------- | --------- | --------- | ---------------- |
| 5. April 2019  | MS ABDB   | 0:1 n. V. | Indera SC        |
| 5. April 2019  | Kasuka FC | 0:1 n. V. | Kota Ranger FC   |
| 6. April 2019  | MS PDB    | 1:0 n. V. | IKLS FC          |
| 13. April 2019 | BSRC FT   | 8:0       | Setia Perdana FC |

## Halbfinale
| Datum          |                | Ergebnis  |         |
| -------------- | -------------- | --------- | ------- |
| 17. April 2019 | Indera SC      | 1:2       | MS PDB  |
| 19. April 2019 | Kota Ranger FC | 2:1 n. V. | BSRC FT |

## Finale
| Datum          |                | Ergebnis |        |
| -------------- | -------------- | -------- | ------ |
| 22. April 2019 | Kota Ranger FC | 2:1      | MS PDB |

| Paarung  | Kota Ranger FC – MS PDB                                                           |
| Ergebnis | 2:1 (1:0)                                                                         |
| Datum    | 22. April 2019                                                                    |
| Stadion  | Kompleks Balapan dan Padang, Brunei                                               |
| Tore     | 1:0 Amalul Said (36.) 1:1 PC Amir Bujang (55.) 2:1 Nur Asyraffahmi Norsamri (89.) |